# Inocybe hypotheja
Inocybe hypotheja är en svampart som tillhör divisionen basidiesvampar, och som beskrevs av Robert Kühner. Inocybe hypotheja ingår i släktet Inocybe, och familjen Crepidotaceae. Arten har ej påträffats i Sverige.